# Littérature béarnaise et gasconne

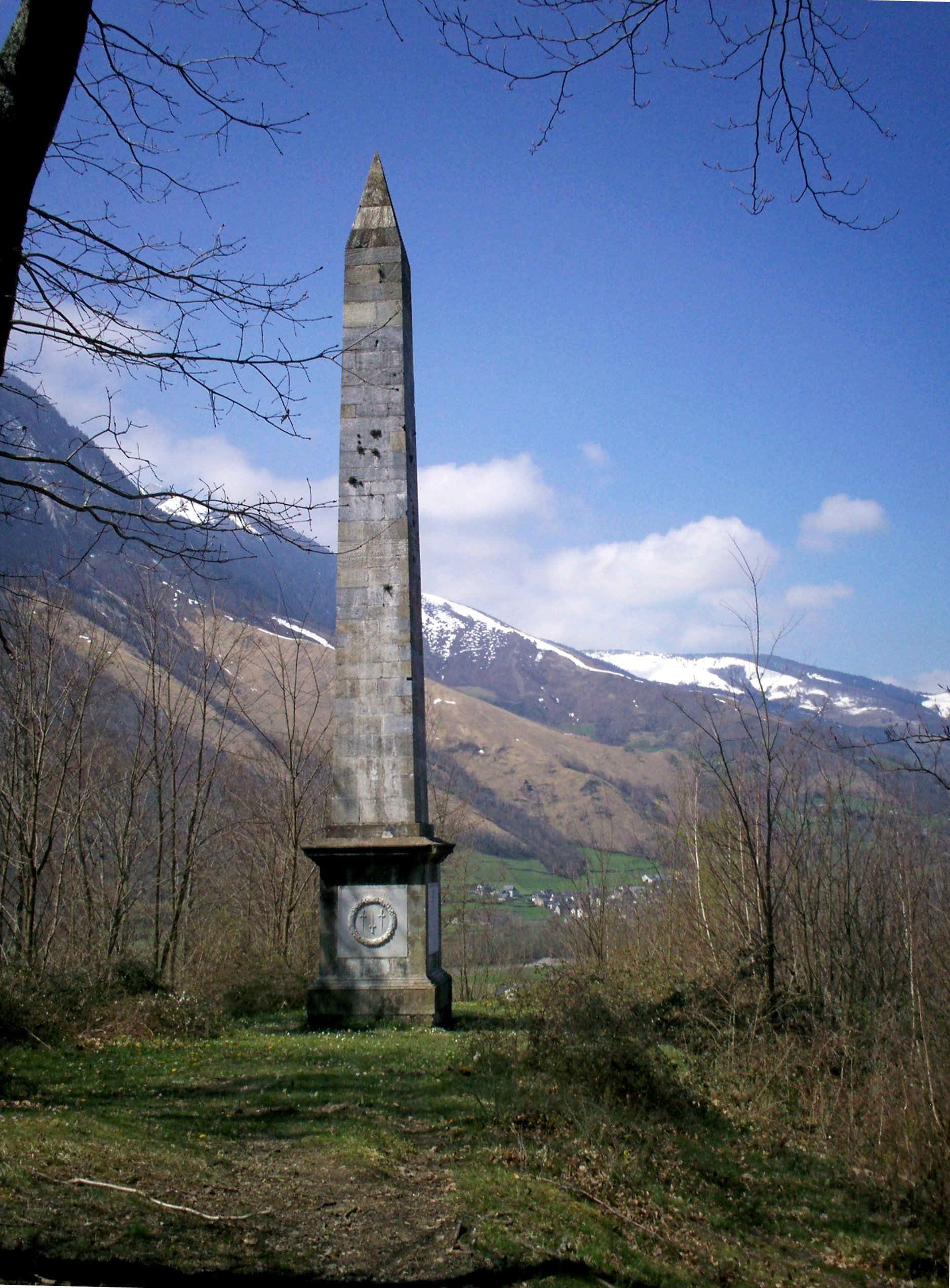
Accous, obélisque de Cyprien Despourrins

L'histoire de la littérature béarnaise et gasconne fait partie de celle de la littérature occitane, mais s'en distingue du fait des spécificités historiques, linguistiques et politiques du Béarn et des divers pays gascons (tels que l'Armagnac, la Bigorre, le Comminges, les Landes, la Guyenne, Toulouse et Bordeaux).
De la même façon, il convient de distinguer le Béarn d'une part, et les pays gascons d'autre part, du fait  de la constitution d'un État béarnais indépendant (marquée par l'instauration progressive des fors, par l'indépendance de facto du Béarn - devenu de jure en 1347 - puis de son institution en royaume avec son acquisition de la Navarre) ; l'histoire de Béarn n'en demeure pas moins liée à celle de la Gascogne puisqu'il entraîna un certain nombre de pays gascons dans ses aventures politiques (en particulier au moment de la Réforme).
Sur le plan linguistique, le béarnais et les autres parlers gascons sont suffisamment proches entre eux et distincts des autres parlers occitans pour être considérés comme un ensemble littéraire cohérent et partiellement autonome.

## Les balbutiements

### Lakoinèdes troubadours et Raimbaut de Vaqueiras

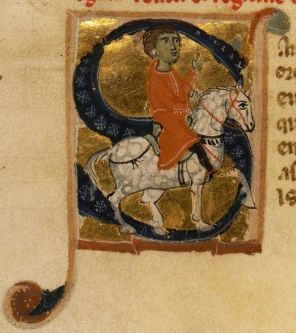
Raimbaut de Vaqueiras

Les écrits gascons et le béarnais émergent séparément de la koinè occitane (langue classique et commune des troubadours) ; les troubadours gascons comme Cercamon et Marcabru employaient exclusivement cette dernière et c'est curieusement un troubadour provençal, Raimbaut de Vaqueiras, qui signa les premiers vers connus en gascon dans son poème polyglotte,Dauna, io mi rent a bos (où la koinè côtoie l'italien, le français, le galaïco-portugais). La strophe en gascon chante ainsi :
Dauna, io mi rent a bos,  / coar sotz la mes bon'e bera / q'anc fos, e gaillard'e pros, / ab que no•m hossetz tan hera. / Mout abetz beras haisos / e color hresc' e noera. / Boste son, e si•bs agos / no• destrengora hiera.
La dernière strophe récapitule toutes les langues (les deux vers gascons sont en gras) :
Belhs Cavaliers, tant es car / Lo vostr' onratz senhoratges / Que cada jorno m'esglaio. / Oi me lasso que farò / Si sele que j'ai plus chiere / Me tue, ne sai por quoi? / Ma dauna, he que dey bos / Ni peu cap santa Quitera,  / Mon corasso m'avetz treito / E mot gen favlan furtado.
Parmi les troubadours gascons nous pouvons citer : Aimeric de Belenoi, Alegret, Amanieu de la Broqueira, Arnaut de Comminges, Arnaut Guilhem de Marsan, Audric del Vilar, Bernart Arnaut d'Armagnac, Bernart de Panassac, Bernart de Tot-lo-mon, Cercamon, Gausbert Amiel, Grimoart Gausmar, Guilhalmi, Guiraut de Calanson, Jordan IV de L'Isle-Jourdain, Marcabrun, Marcoat, Peire de Corbiac, Peire de Ladils, Peire de Valeira, Uc Catola
Parmi les toubaritz la sphère gasconisante compte Escaronha.

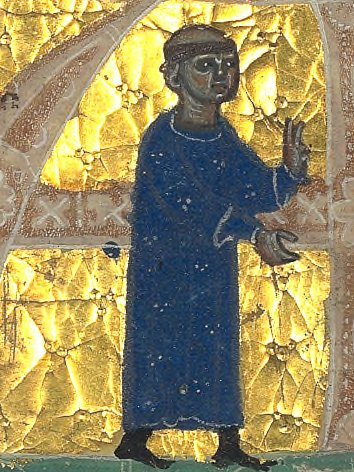
Aimeric de Belenoi
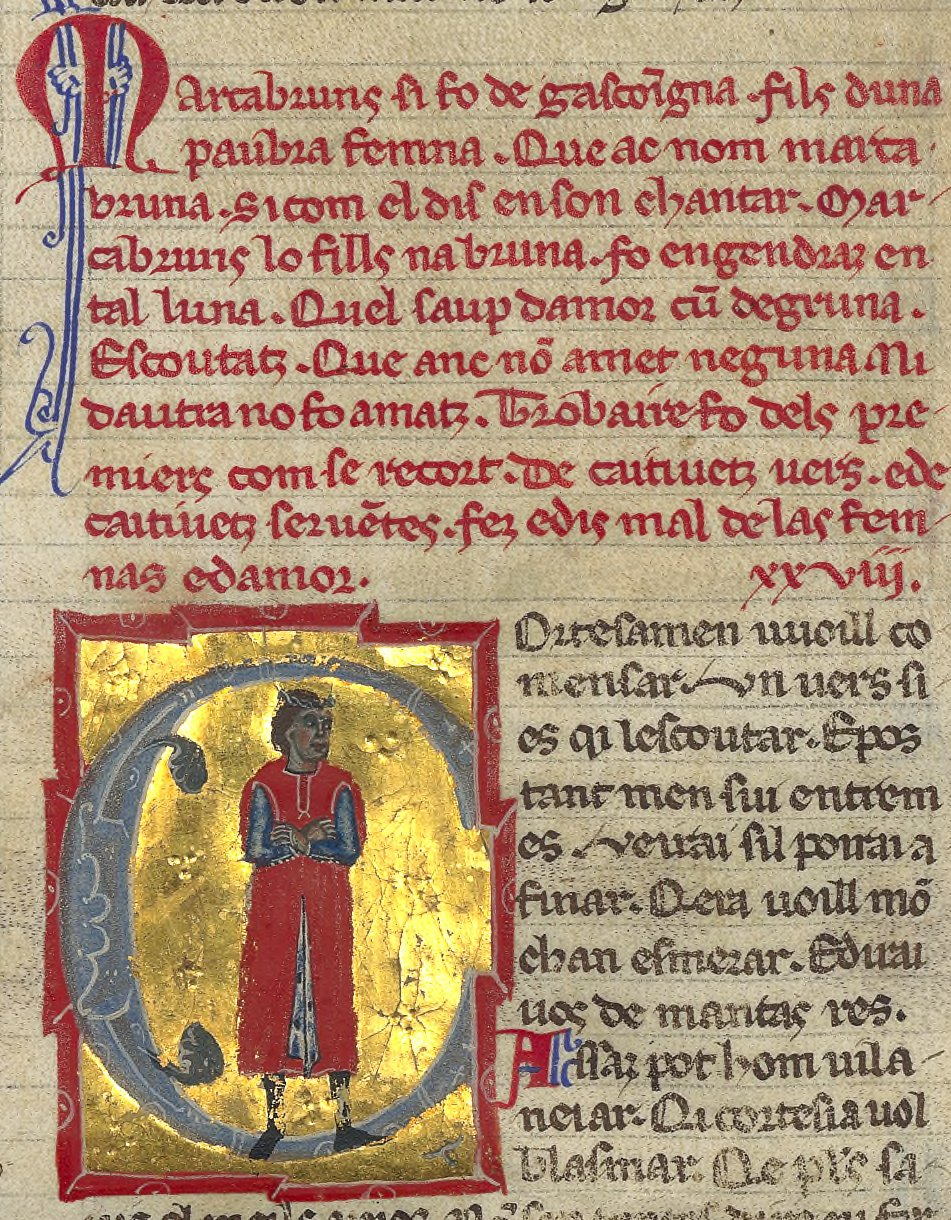
Marcabru
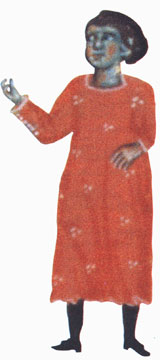
Cercamon
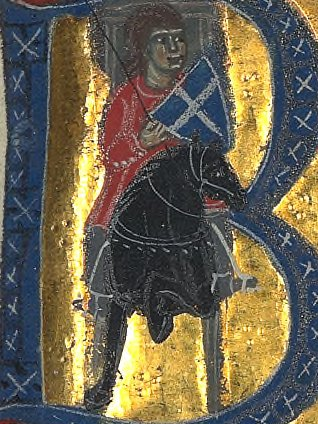
Gausbert Amiel
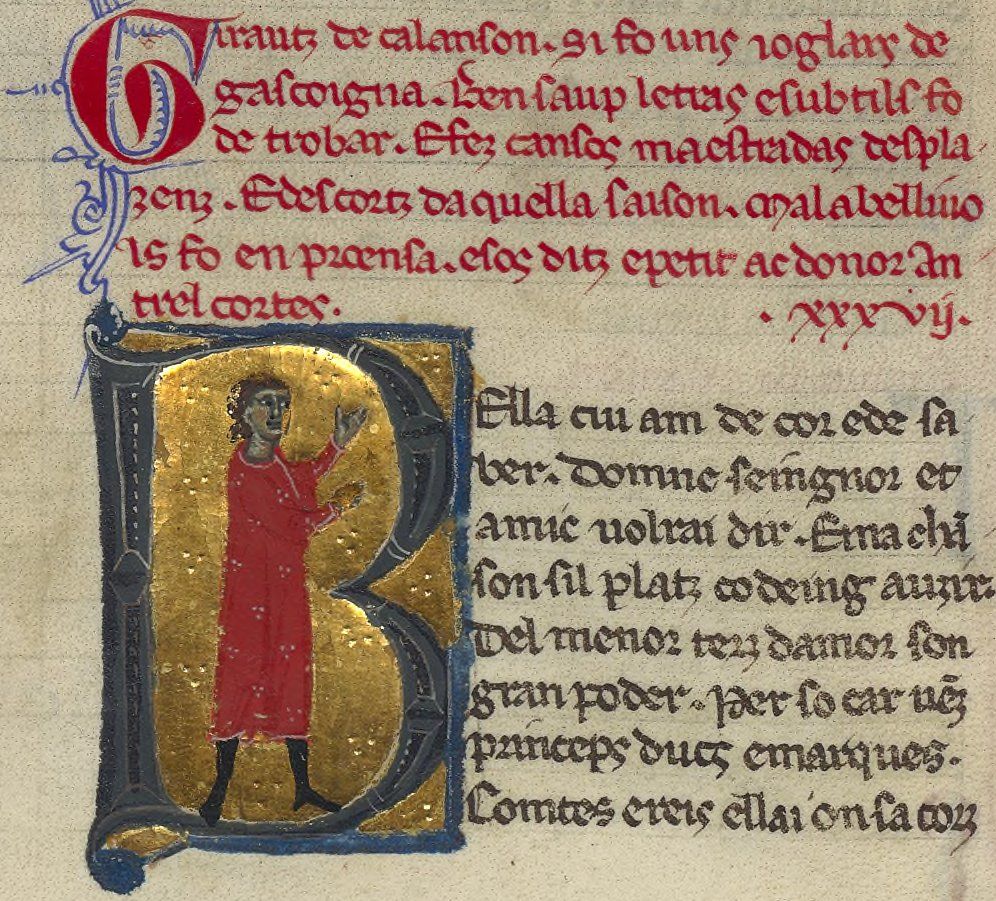
Guiraut de Calanson
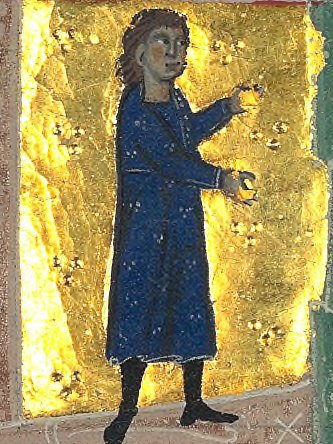
Peire de Valeira

### Gaston Fébus, troubadour et mécène de l'écrit en langue d'oc

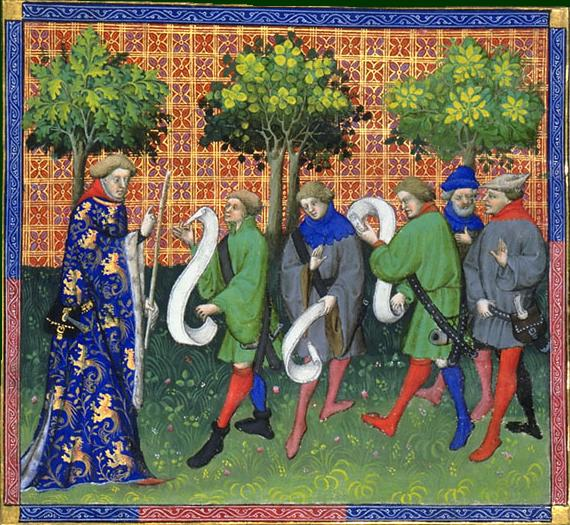
Gaston Febus

Comme le souligne Pierre Tucoo-Chala, Gaston Fébus, instaurateur de l'indépendance du Béarn, favorisa un haut niveau de culture et de savoir dans sa cour tant au niveau musical ou scientifique que littéraire. S'il est l'auteur d'un livre d'oraisons et d'un autre, célèbre, de chasse, tous deux en français, il fut également un poète de langue d'oc, primé : 
(A)ras can vey del boy fuylar la rama
Say que'm destreyn e'm pren e m'enliama
L'amor qu'antan me cuget ostar l'arma
E'm fay voler leys qui de fin pretz s'arma
Si qu'en mon cors art mon cor et l'aflama,
E, ses mi dons, no'm pot gandir nuyl' arma
Pel greu turmen que de joy me desarma,
Donhie(u) trach pietg que cel qu'en infer crema. [...],[...]

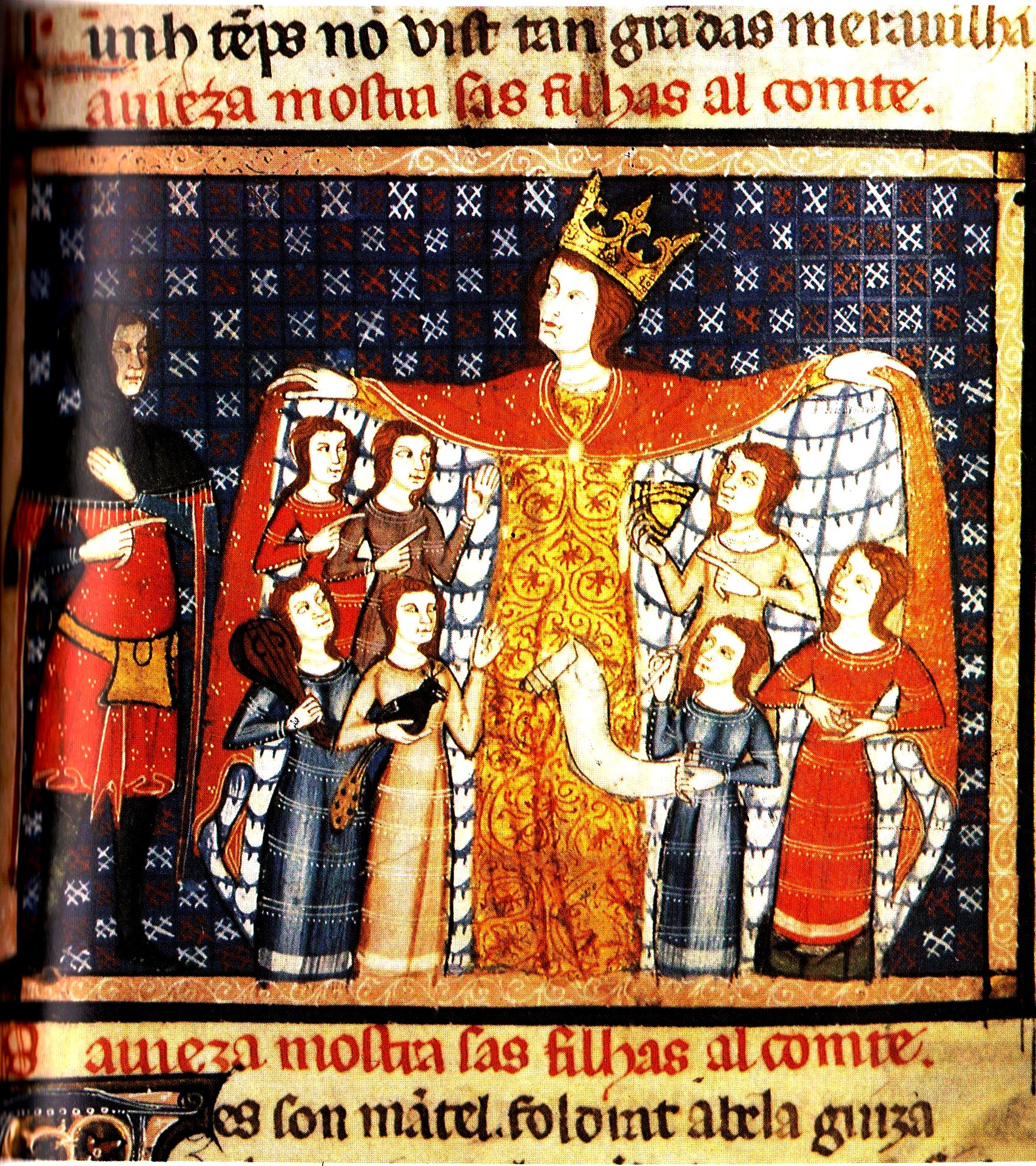
Elucidari, Sagesse montrant ses filles au comte Gaston Fébus

("Maintenant, quand je vois feuillir les branches de la forêt, / Qu'ici m'étreint, méprend, me lie / L'amour qui antan enleva mon âme / Et me fait vouloir celle qui s'arme de fin mérite / Si (bien) qu'en moi il brûle mon cœur et l'enflamme, / Et que, sans ma dame, nulle arme ne peut protéger / Du pénible tourment qui me dépouille de joie, / Dont je souffre pis que celui en enfer brûle.")
Tucoo-Chala écrit au sujet de cette canso : "Un chansonnier provençal dit de Saragosse conserve 18 pièces de vers écrites en langue d'oc présentées après 1342 aux concours organisés par le Consistoire de la gaie science de Toulouse. Il s'agit de l'ancêtre de l'Académie des Jeux Floraux, la plus ancienne compagnie littéraire de France. [...] Le comte de Foix fut un des premiers lauréats et obtint la récompense suprême, la joya, pour cette canso dont malheureusement la partition musicale est perdue [...]"
Fébus fit de plus traduire et rédiger en langue d'oc un traité de chirurgie du médecin arabe Albucassis (Abu Al-Qasim). Son petit État béarnais a également produit l'Elucidari de las propietatz de totaz res naturals, encyclopédie universelle en occitan qui est en fait la traduction du Liber de proprietatibus rerum de Barthélemy l'Anglais.
Si les actes administratifs de chancellerie de Fébus sont rédigés en scripta béarnaise (à commencer par la "Déclaration d'indépendance"), les œuvres littéraires et les ouvrages cités plus haut sont en koinè.

### Les Fors de Béarn

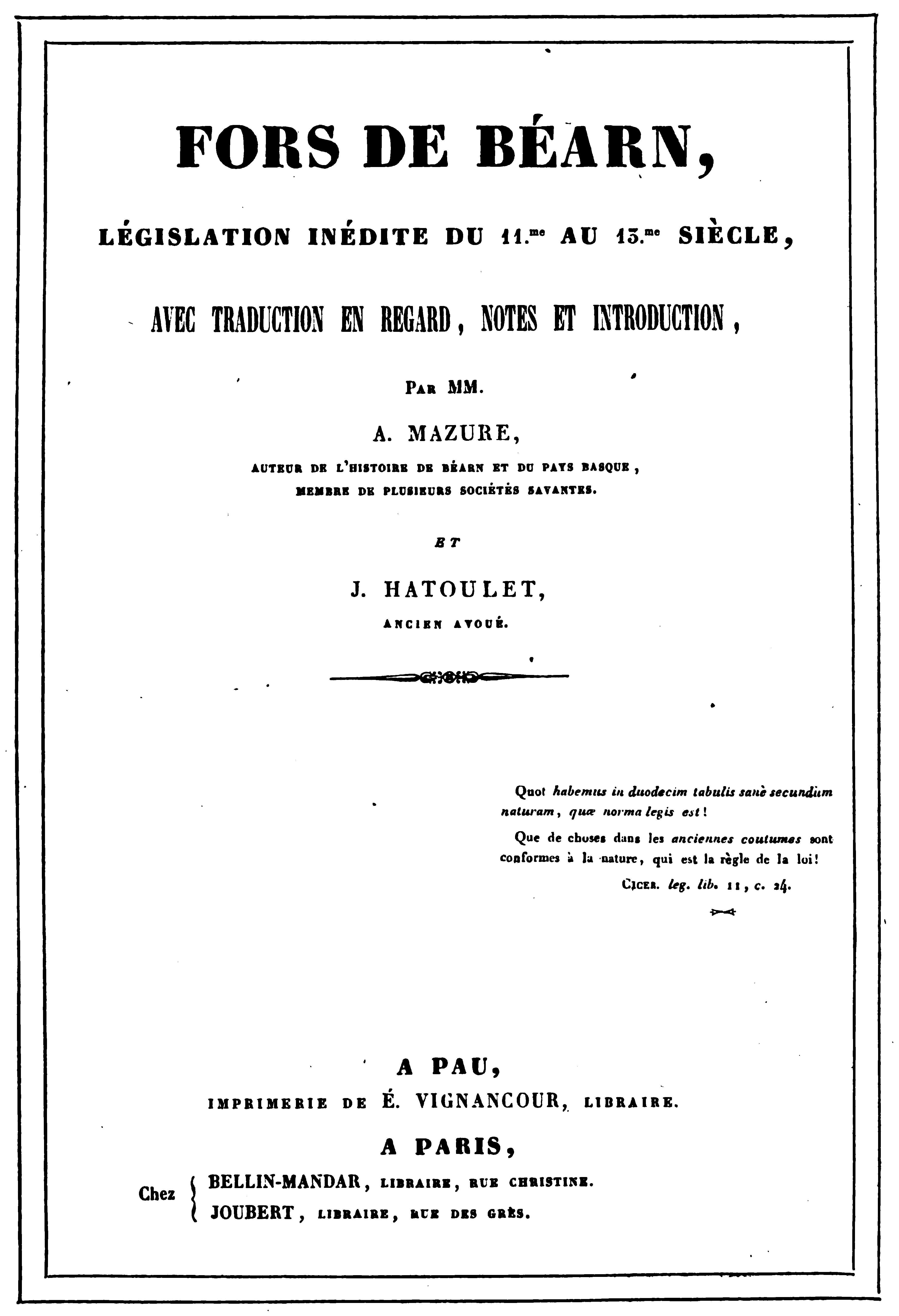
Édition et traduction des Fors par Mazure et l'auteur béarnais Hatoulet

Pour ce qui est du Béarn, son histoire littéraire commence avec les fors, le corpus législatif et réglementaire de ce petit État. Ce corpus s'est constitué par accumulation et compilations qui constituent le for général, composé de textes locaux tels que le for d'Oloron, le for de Morlaàs, le for d'Aspe, le for d'Ossau et le for de Barétous. Une copie du for d'Oloron commandée par le comte Roger-Bernard III de Foix date de 1290 ; néanmoins, l'original fut établi en 1080 et constitue à ce titre le plus ancien texte rédigé en béarnais ; l'article 16, par exemple, est originel et date de Centulle V de Béarn :
Jo sentolh, per la gracie de Diu, vesconte de Bearn e conte de begorra, vulh que aqueste ciutat qui era despoblade per conselh e adjutori de mons baroos de bearn, a ma honor e proffieyt de totz moos successors, fosse poblade. A laquoau poblation bienco homes de diverses partides, et aperatz lor esemps, plago a mi que jo partis tot pleneramentz ab lor, las leys et los drets et las franquesas.

### Les textes religieux et lesrécits d'histoire sainte

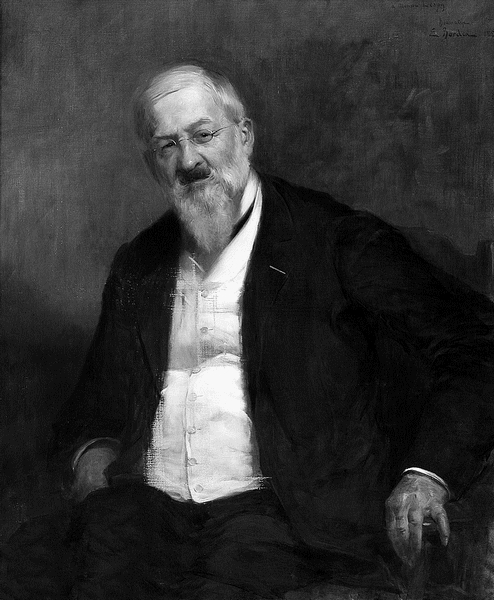
Vastin Lespy

Un certain nombre de textes religieux semble être perdu. Un des textes les plus connus est celui qui fut baptisé Récits d'histoire sainte. Une édition en fut établie en 1876 par les philologues béarnisants Vastin Lespy et Paul Raymond à partir d'un manuscrit du XVe siècle. Dans leur étude du texte, ils précisent que deux autres versions similaires en existent en catalan (Genesi scriptura, manuscrit de 1451) et en provençal (Bible en langage gascon, XIVe siècle - avec donc une attribution dialectale erronée). Le texte est écrit en prose, comme dans l'extrait qui suit :
Cant l'angel venc dire a Salamon que comences lo Temple
Passat alcuns temps apres aysso, venc l'angel a Salamon, e dys li : "Comensa a far lo Temple que ton senhor payre avia en cor de edificar e de far ; car Nostre Senhor vol que tu lo comenses e lo fassas e l'acabes, posque Nostre Senhor Dieus Jhesu-Crist non volc ni li plac que ton payre l'acabes ni lo fezes."
("Quand l'ange vint dire à Salomon qu'il commence le Temple / Quelque temps passés après cela, vint l'ange à Salomon, et lui dit : "commence à faire le Temple que ton seigneur avait dans le cœur d'édifier et de faire ; car Notre Seigneur veut que tu le commences et le fasses et l'achèves, puisque Notre Seigneur Jésus-Christ ne veut pas ni ne lui plait que ton père l'achève ni le fasse.")

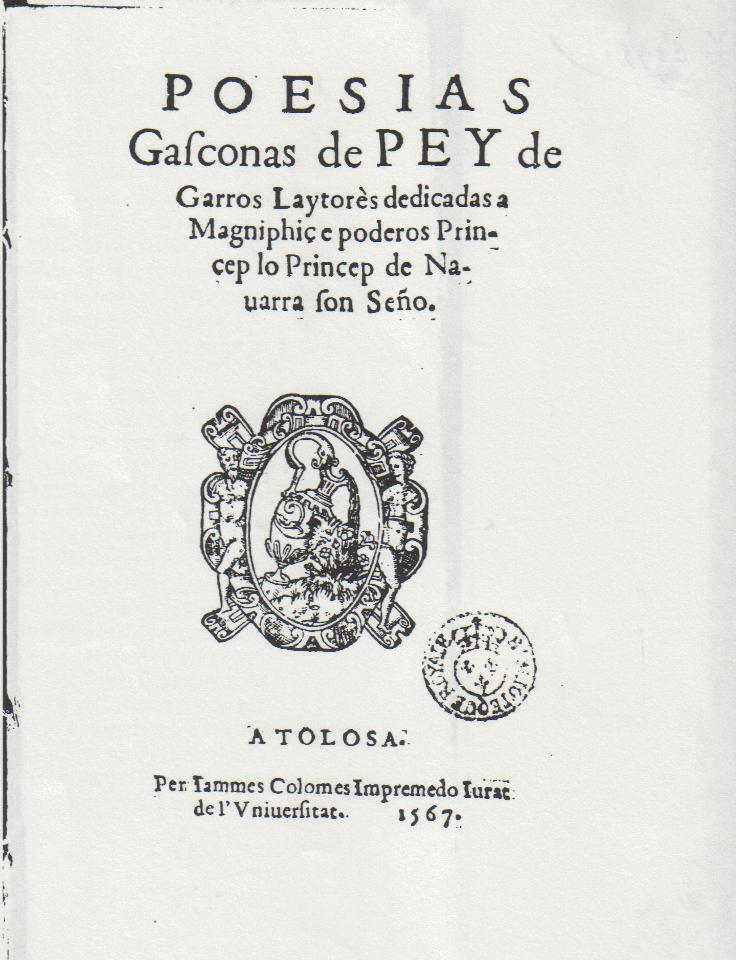
Poesias de Pey de Garros

### Miégville et lesChroniques de Foix
Des chroniques en langue d'oc contant l'histoire des comtes de Foix, Pasquier et Courteault publièrent en 1895 celles du fuxéen Arnaud Esquerrier (dont la langue semble être logiquement languedocienne) et celles de Miégville, probablement originaire de Béarn. Dans ses Annalles de Foix, Guillaume de la Perrière, qualifie la langue de Miégville de « langue originelle vulgaire, bianoise, barbare, rude et mal polie. ». Pierre de Marca, dans son Histoire de Béarn cite Miégville et donne des informations biographiques.
Extrait :
Moss. Roger Bernard lo Gros foc filhe de moss. Roger et de madona Eixemena ; et foc comte l'an mil cent quarante et quatre. Et foc marit de madona Cecilia, filh[a] de Ramon Trencabel, comte de Carcassona et vescomte de Veses, am conselh de moss. Ramon, comte de Barsalona, princip d'Arago, son cosin germa ; et aguec per dot lo castel de Santa Gavela, lo castel de Montaut, lo bosc de Borbona, la senhoria de d'Ausapans entro la ribieyra de l'Arieja, am XIm de molgare. L'an mil CLI, lo comtat de Carcasona era del homenatge del rey d'arago.

### Un baron béarnais: le réquisitoire contre le seigneur de Coarraze

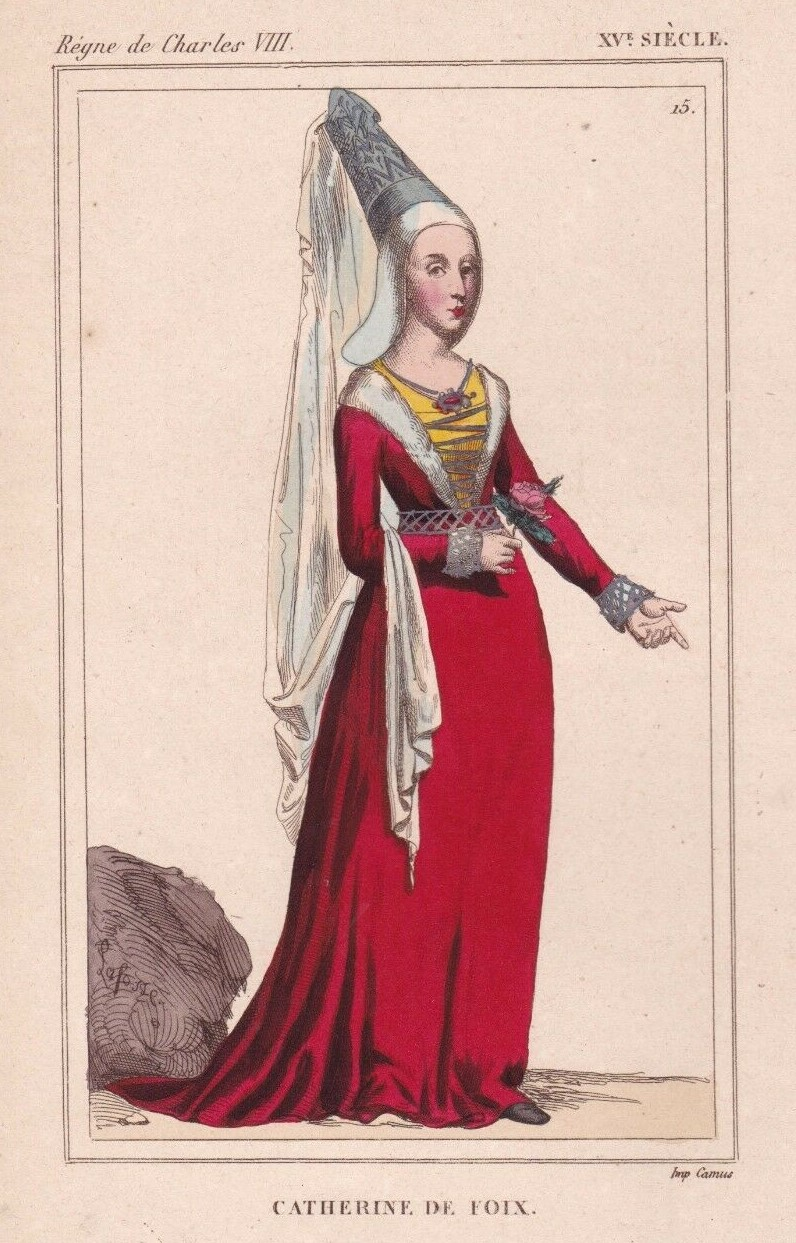
Catarina de Bearn

En 1878, Vastin Lespy et Paul Raymond publièrent un réquisitoire demandé par les souverains de Navarre Jean III et Catherine de Navarre au sujet des excès et abus du seigneur de Coarraze. Ce texte est un exemple de ce que la chancellerie béarnaise produisait quand le béarnais était quasiment l'unique langue de droit, des lois et de la justice dans le Royaume de Navarre.

## Pey de Garros et le Siècle d'or

### La renaissance gasconne

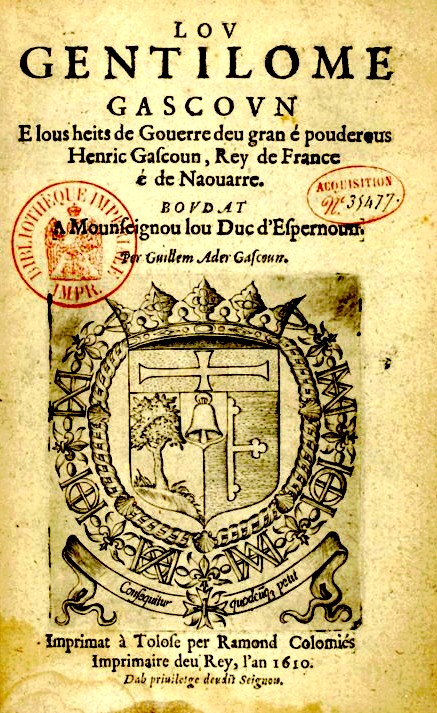
Lo Gentilòme gascon, 1610

Les lettres béarnaises et gasconnes ont connu une Renaissance au XVIe siècle poussée par le mouvement général de la culture occidentale et dans le contexte de la Réforme. C'est le linguiste et critique gascon Pierre Bec qui a qualifié la période allant de 1550 à 1650 de Siècle d'or de la poésie gasconne. Le grand auteur et principal initiateur de cette période fut Pey de Garros (ca 1525 - ca 1583) ; les deux cours principales qui la virent s'épanouir furent Nérac et Pau avant tout : les deux cours de la maison d'Albret, celle de la reine de Navarre Jeanne d'Albret, instauratrice du calvinisme dans ses états.

Pey de Garros est l'auteur de deux grandes œuvres : les Psaumes traduits en gascons et Poesias (1567). Le premier est une commande de la reine Jeanne d'Albret qui s'était convertie au calvinisme et cherchait à remplacer le culte catholique par le protestantisme dans ses États. Il fallait donc traduire en langue vernaculaire les textes sacrés ; la priorité fut alors donnée aux psaumes qui devaient être chantés lors des offices religieux. Pour le béarnais, la souveraine demanda une autre traduction à Arnaud de Salette (né en 1540). Robert Lafont souligne la supériorité littéraire des vers de Garros sur ceux de Salette.

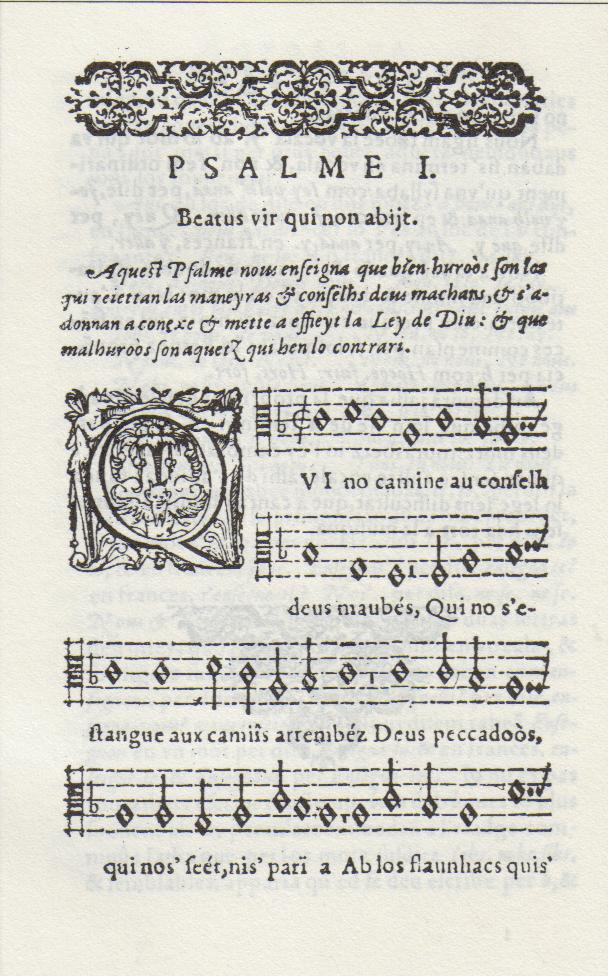
Psaumes d'Arnaud de Salette

Poesias est un recueil où se trouvent des poèmes épiques, des épitres et des églogues. Garros se présente comme un patriote gascon soucieux de sa langue : Per l'onor deu país sosténguer, e per sa dignitat manténguer ; il affirme sa théorie du gascon, la décadence dans laquelle il se trouve par négligence coupable des gascons, ce qu'il exprime dans les vers suivants :
O praube liatge abusat,
Digne d'èster depaisat,
Qui lèisha per ingratitud
La lenga de la noiritud,
Per, quan tot seré plan condat,
Apréner un lengatge hardat...
(Ô pauvre génération abusée / Digne d'être chassée du pays, / Qui laisse par ingratitude / la langue de ta nourrice / Pour apprendre, tout compte fait, un langage fardé...)
De leur côté, Los Psalmes de David metuts en rima bearnesa ("Les psaumes de David mis en rime béarnaise") d'Arnaud de Salette (composés entre 1568 et 1571 et imprimés en 1583) sont considérés, entre autres par Robert Lafont, comme la première œuvre littéraire écrite en langue béarnaise (la première à revendiquer cette langue, à la théoriser et destinée spécifiquement au peuple du Béarn). Ils sont accompagnés de leur musique.
Plus secondairement, Pierre Bec signale parmi les auteurs de la renaissance gasconne le nom du poète et musicien M. de Perez (1560-1590) et d'André du Pré (ca 1570).

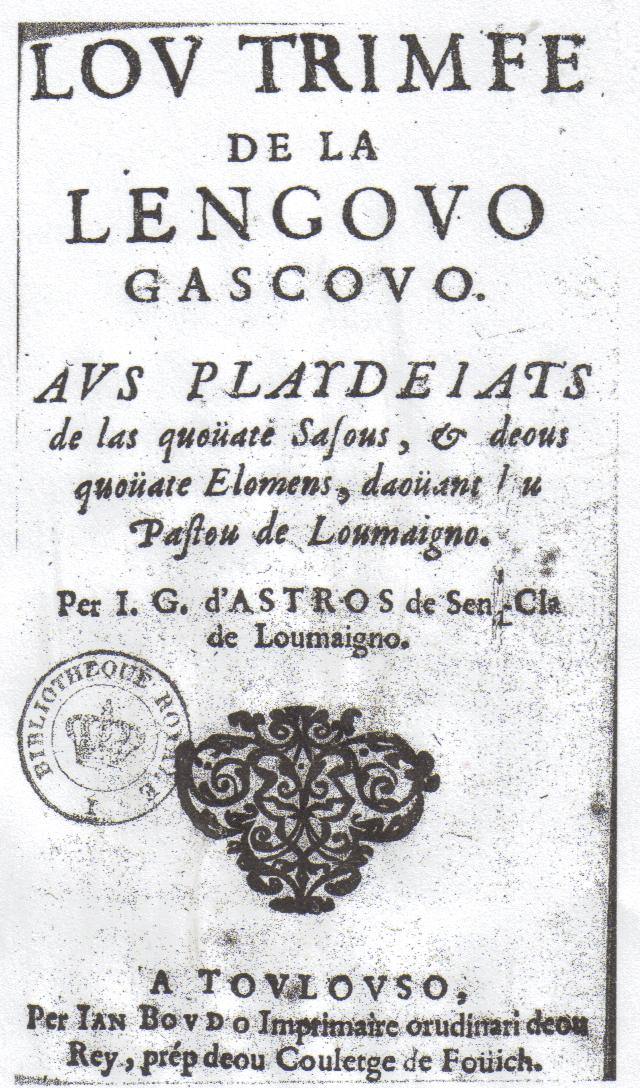
Lo Trimfe de la Lenga Gascoa, de Jean-Géraud d'Astros

### La génération Henri de Navarre

#### Les Bourbon Albret Navarre

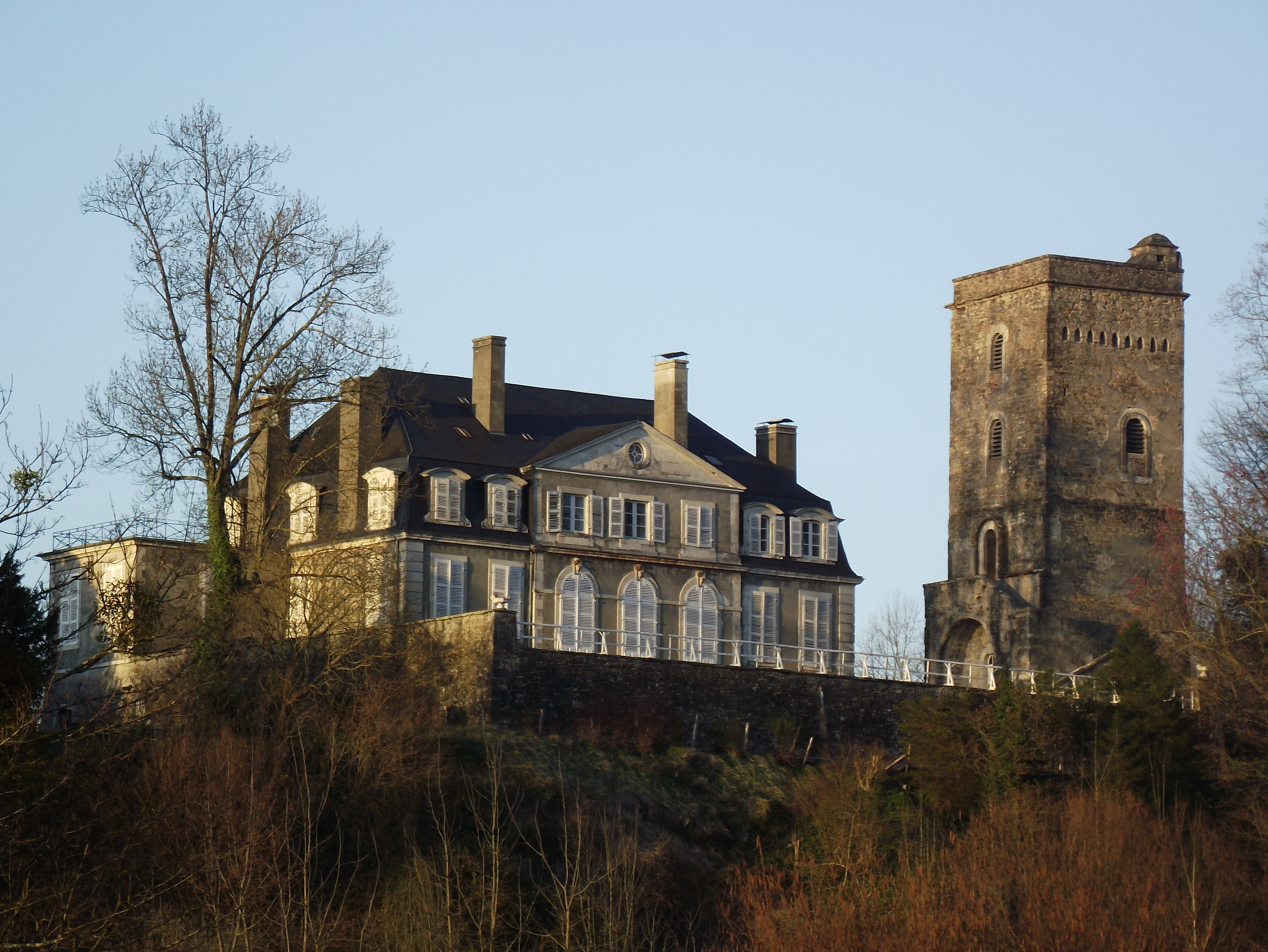
Château de Coarraze

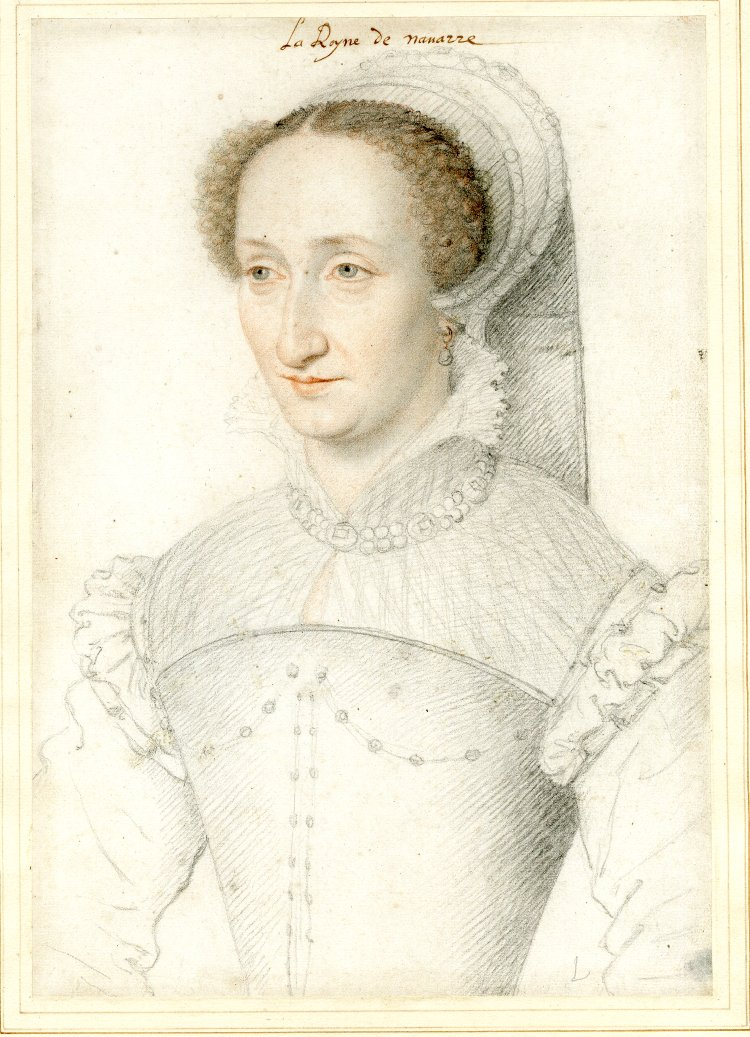
Jeanne d'Albret - Jana de Labrit

Il est notoire que le roi Henri III de Navarre, futur Henri IV de France, avait été éduqué à Coarraze en béarnais par la volonté même de son grand-père Henri II d'Albret, roi de Navarre. Quelques lettres de lui, écrites en occitan nous sont parvenues dont une célèbre adressée aux jurats de la vallée d'Ossau : 
A nostres cars et bien aimatz los juratz de nostre balee d'Ossau, - lo Rey, Seignor souviran.

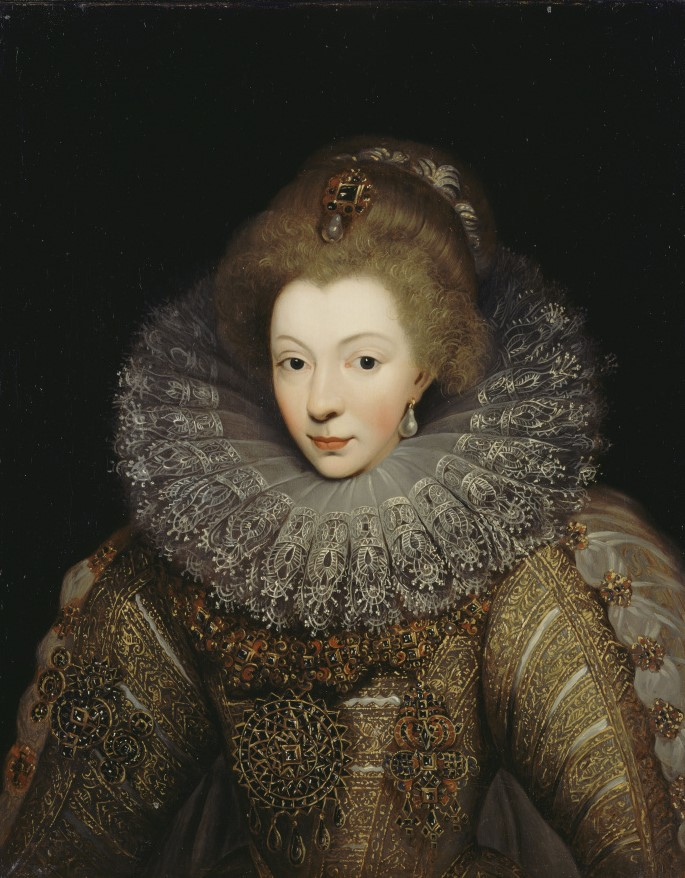
Caterine - Catarina - de Borbon

Cars et bien amatz, aqueste es la terce vegada que nous vous habem escriut com per los bos et recommandables servicys a nous feyts per nostre bien amat lo cappitaine Espalongue, escuder de nostre escuderie, et afin de lo donnar plua grand moien d'accommodar sa maison de Beyrie, pres de nostre ville de Lescar, ont nos esperam anar prener nostre passetemps, quan seram en nostre pais de Bearn, nous lo aurem feyt don deu nombre de sieys cens journades de terre, et acquere prener en lo terrador deu Pont Long et au plus pres de ladite maison de Beyrie; et vous aurem pregatz de consentir a so que nostre dit don sortisse son effieyt, senhs prejudicy deu dret que vous pretendetz en lo dit terrador, et sens tirar a consequence; a que vous no hebetz voulut entender, ne menhs far resposte a nostres lettres, so que nous trouvam bien estrange.
Et, per so que desiram d'estar esclarcit quigne es sur so vostre volontat, nous habem voulut far encoeres la presente per toutes autres, per vous diser que vous no falhiatz, incontinent que l'auratz recebuda, de nous advertir de vostre deliberacion, afin que, segond acquere, nous siam certioratz deu desir e affection que portatz a nostre obedience, et que nous procediam per ung autre moien a so que nostre intention sie accomplide; et no vous la habem feyte a autre fin, pregaram lo Creator, cars et bien amatz, vous haber en sa goarde.
A Nerac, lo xxj jorn de feurer 1580.
Sa sœur, Catherine de Bourbon fut, selon Pierre Tucoo-Chala, la première à s'adresser au Parlement de Navarre en français ; néanmoins, nous conservons aussi d'elle quelques lettres en occitan, adressées à son cousin, le baron de Rabat en demande de renforts :
À nostre car et bien amat cousin, lou baron de Rabat. Car et bien amat cousin, sus augunes cauzos concernentes lou servicy deu Rei nostre tre honnourat seignour et fray, bien et repaux de sous subietx, nous habem mandat assemblar la sgentz deus tres estatx de son contat de Foix. Per so nous vous preguam de vous trouvar en la villo de Foix au sixieme jour d'aoust prochain venent, per acistar et opinar a ladite assemblada et entendre so que y sera perpausat, concluit et arrestat. Et atau pregam Dieu, car et bien mat cousin, vous tenir en sa guarde.
À Pau, l'oïetal jour de juilh mil cinq cens nonante deus.

#### Le thème de la Henriade

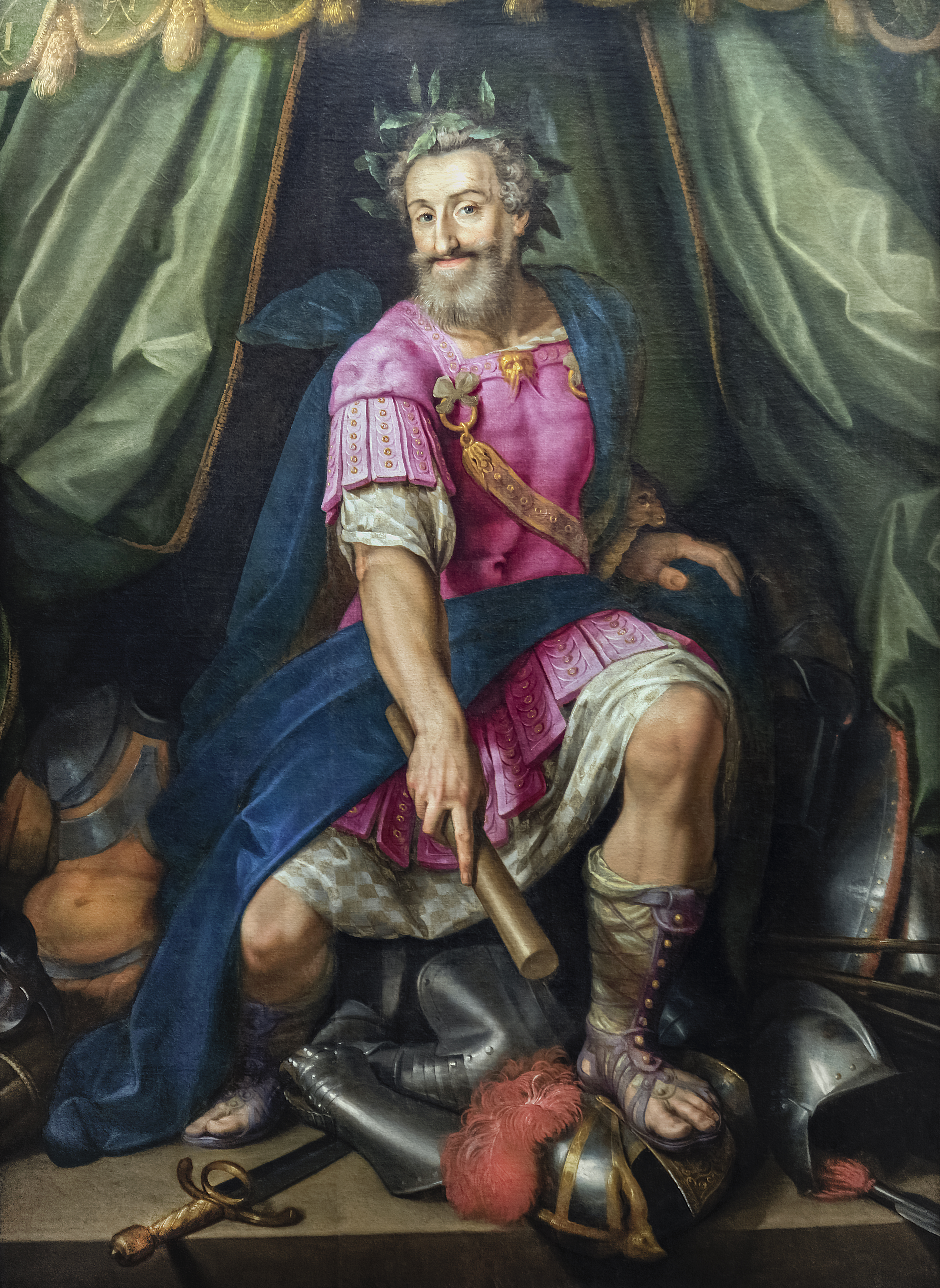
Henri III de Navarre et IV de France, le roi béarnais

Le siècle d'or des lettres gasconnes se poursuit sous la plume d'un célèbre écrivain gascon mais pourtant principalement francophone : Salluste du Bartas (1544-1590) ; il est connu comme étant le "Dialogue des muses". Il s'agit d'une pièce de circonstance composée pour l'entrée de Marguerite de Valois (épouse d'Henri III de Navarre, futur Henri IV de France) et de sa mère Catherine de Médicis, reine de France, à Nérac. Trois muses symbolisant allégoriquement et respectivement les langues gasconne, française et latine, se disputant le droit d'accueillir les reines en une joute verbale trilingue. La muse gasconne remporte finalement l'honneur car elle est plus authentique et plus intimidante que les deux autres :
Cara't, Ninfa vesia : e tu, Ninfa Romana,

N'anes pas de tos grans mots ma Princessa eishantar :

Non i a tan gran lairon, qu'aqueth que l'aunor pana.

Dessús l'autrú joquèr lo poth non diu cantar [...]

« Tais-toi nymphe voisine : et toi, nymphe romaine, ne va pas de tes grands mots ennuyer ma princesse, il n'y a pas plus grand larron que celui qui vole l'honneur. Sur le perchoir d'autrui le coq ne doit pas chanter »
Les auteurs du début du XVIIe siècle sont les continuateurs de ceux de la Renaissance gasconne ; il ne faut pas perdre de vue non plus que Toulouse (cité languedocienne aux portes de la Gascogne et en fait à cheval sur les deux régions, mêlant languedocien et gascon suivant la rive de la Garonne où l'on se trouve) connut une grande activité littéraire dont Pierre Goudouli (1580-1649) fut le principal représentant.

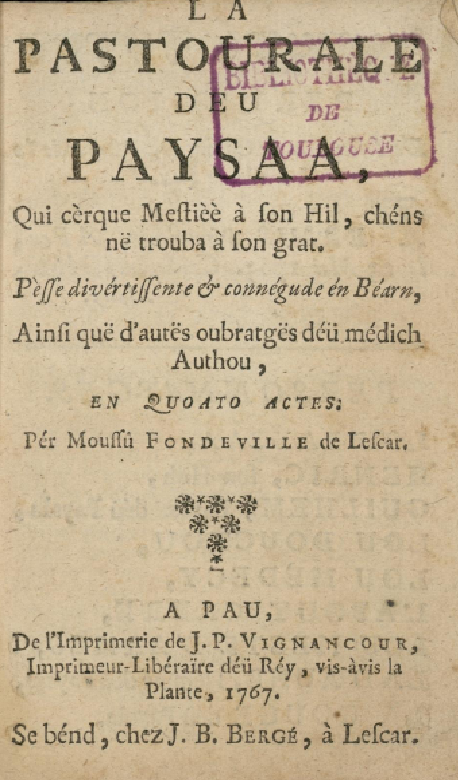
La Pastorala deu Pasian, de Jean-Henri Fondeville

L'un des premiers grands écrivains de ce siècle est Guilhem Ader (ca 1567-1638), auteur d'un livre de maximes Lo Catonet Gascon (« le petit Caton gascon ») et surtout du grand poème épique Lo Gentilòme gascon (1610) qui conte la vie du roi Henri III de Navarre et IV de France (et qui parut la même année du décès de son sujet). Pierre Bec, dans une étude sur les instruments de musique a mis en lumière la grande richesse lexicale et stylistique de cette œuvre qui, tout comme l'œuvre de Garros présente un modèle du registre classique et soutenu de gascon.
Le béarnais Jacob de Gassion (1578-1639) de son côté composa des sonnets inspirés de Ronsard, dont le suivant qui fut mis en musique par le chanteur d'origine béarnaise Marcel Amont :
Quan lo primtemps en rauba pingorlada
A hèit passar l'escosor deus grans hreds,
Lo cabiròu per bonds e garimbets,
Sauteriqueja au mietan de la prada.
Au bèth esguit de l'auba ensafranada
Prenent la fresca au long deus arrivets,
Miralhà's va dens l'aiga argentada,
Puish suu tucòu hè cent arricoquets...
Deus cans corrents cranh chic la clapiteja ;
E se tien sauv ... Mes, entant qui holeja,
L'arquebusèr lo da lo còp mortau !
Atau viví sens tristessa ni mieja,
Quan un bèth uelh m'anà har per enveja,
Au miei deu còr, bèra plaga lejau.
("quand le printemps en robe chamarrée / A fait passer les rigueurs des grands froids, / Le chevreuil, par bonds et sautillets, / S'ébat au milieu de la plaine. / À l'émergence de l'aube ensafranée/ En prenant le frais le long des petits ruisseaux, / Il se mire dans l'eau argentée, / Puis sur la colline fait quelque sauts... / Des chiens de chasse il craint peu les aboiements ; / Et se tient sauf... Mais, pendant qu'il papillonne, / l'arquebuse lui donne le coup mortel ! / Ainsi vécus-je sans tristesse ni crainte, / Quand un bel œil s'en est allé par envie me faire, / Au milieu du cœur, une belle plaie légère.")

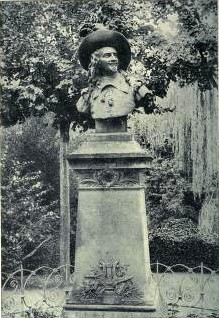
François de Cortète

## Le secondXVIIesiècle
En Béarn, le grand auteur de la seconde moitié du XVIIe siècle  est Jean-Henri Fondeville (1633-1705), auteur des comédies La Pastorala deu Paisan, La Navèra Pastorala Bearnesa et d'églogues dans lesquelles les arguments de la Réforme sont ridiculisés et réfutés : Calvinisme de Bearn divisat en siesh eglògues.
Aux marges de la Gascogne (dans une langue entre languedocien et gascon), se distingue le grand auteur dramatique occitan du XVIIe siècle François de Cortète (1586-1667) qui composa Sancho Panza, al Palais dels Ducs, comédie baroque et à machine inspirée du tome II de Don Quichotte (alors que le roman de Cervantes était encore une œuvre contemporaine), La Miramonde (comédie pastorale) et Ramonet, inspiré du topos du Miles gloriosus gascon (ce gascon grossier, pleutre qui écorche le français de sa langue maternelle) que l'on retrouve dans les lettres françaises chez Agrippa d'Aubigné (compagnon de l'armée gasconne et d'Henri IV) sous forme satirique dans son Baron de Faeneste et chez Pierre Corneille dans L'Illusion comique.
Les autres poètes gascons importants de cette période furent : Bertrand Larade (ca 1581- ?) auteur d'un recueil poétique : La Margalida, Jean-Géraud d'Astros (1594-1648), Guirault Bédout (1617-1692) et plus secondairement, Louis Baron (1612-1662).

## Le siècle de Despourrins

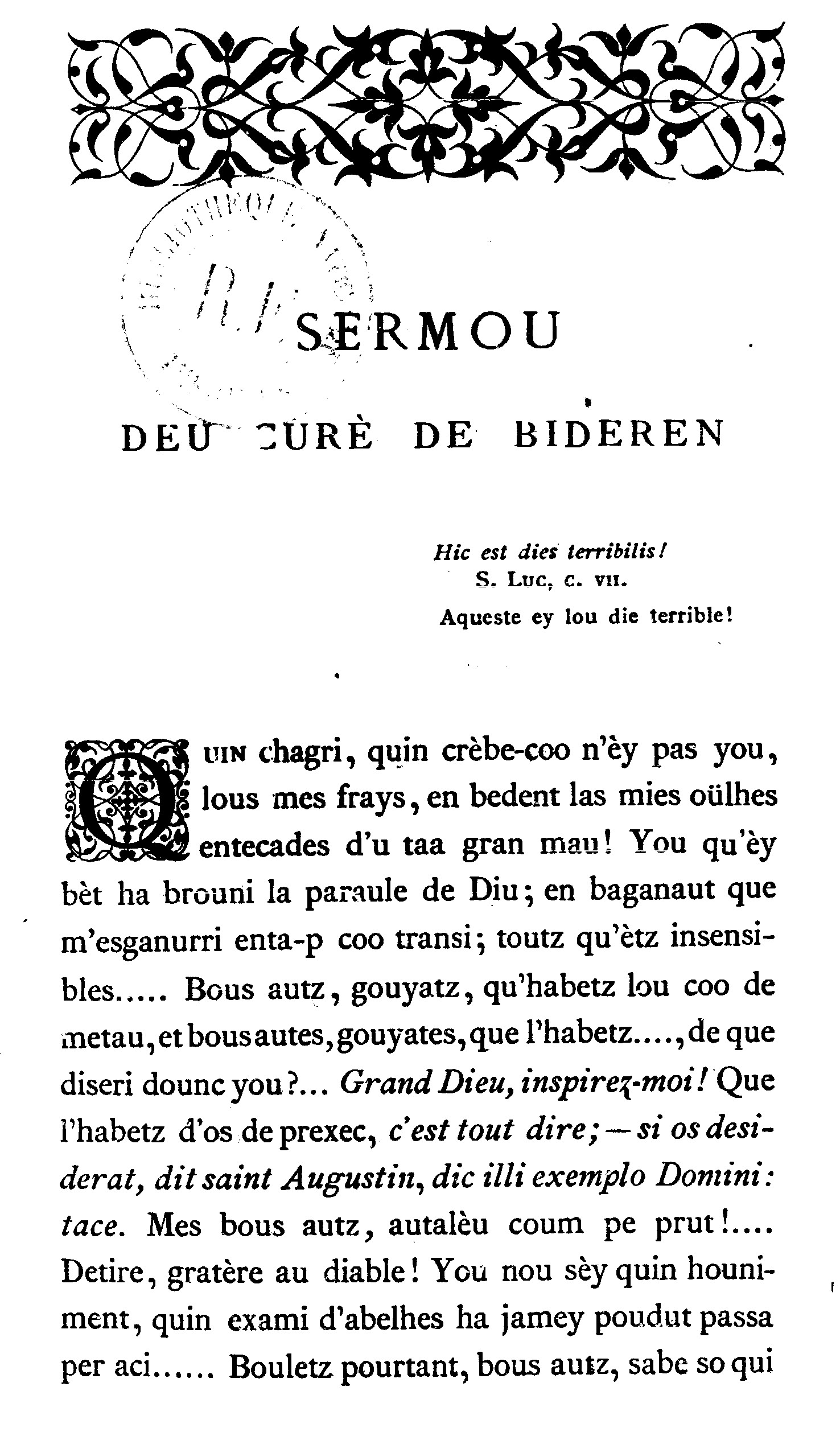
Lo Sermon deu Curé de vidèren

Le XVIIIe siècle est pour les lettres occitanes un siècle d'activité un peu réduite, et la littérature béarnaise et gasconne n'échappe pas à la règle.

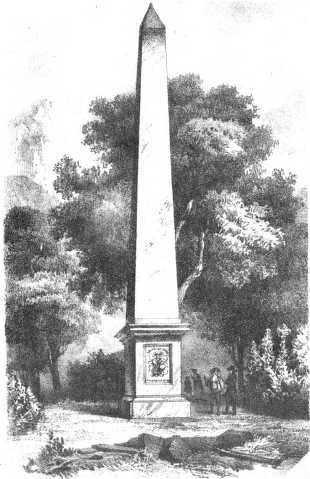
Obélisque de Despourrins, Accous

Le principal auteur de langue béarnaise originaire de la vallée d'Aspe fut Cyprien Despourrins, auteur de poésies et de chansons qui font toujours partie du répertoire traditionnel de son pays. Ses chansons furent interprétées jusqu'auprès du roi à la cour par le chanteur d'opéra, instrumentiste et compositeur béarnais Pierre de Jélyotte (soulignons que ce même Jélyotte, accompagné de la cantatrice gasconne Marie Fel et du provençal Antoine Trial montèrent l'opéra en occitan, Dafnís e Alcimadura, du compositeur languedocien Jean-Joseph Cassanéa de Mondonville, qui reçut un écho européen et constitua un des grands projets "panoccitans" du siècle).
Le modèle de Despourrins inspira d'autres auteurs à composer en béarnais à son époque et les générations suivantes (Xavier Navarrot ou Jacques Boé dit Jasmin) lui rendront hommage.
Les autres pièces sont plus ponctuelles, comme Lo Sermon deu Curé de Vidèren auquel font écho en languedocien Lo Sermon de Mossur Sistre du languedocien Jean-Baptiste Fabre et le Lou curat de Cucugnan du provençal Joseph Roumanille qu'Alphonse Daudet adaptera à la langue française en Le Curé de Cucugnan.
Lo rèbe de l'abbé Puyoo, œuvre satirique et incisive qui vient railler la noblesse de pacotille de son côté, fera scandale en Béarn.
Pierre Hourcastremé adapte des fables comme La Cigale et la Fourmi ou Le Corbeau et le Renard (la Cigale et l'Arroumigue et Lou Courbach et lou Renard) entre autres compositions.

## LeXIXesiècleavant le Félibrige

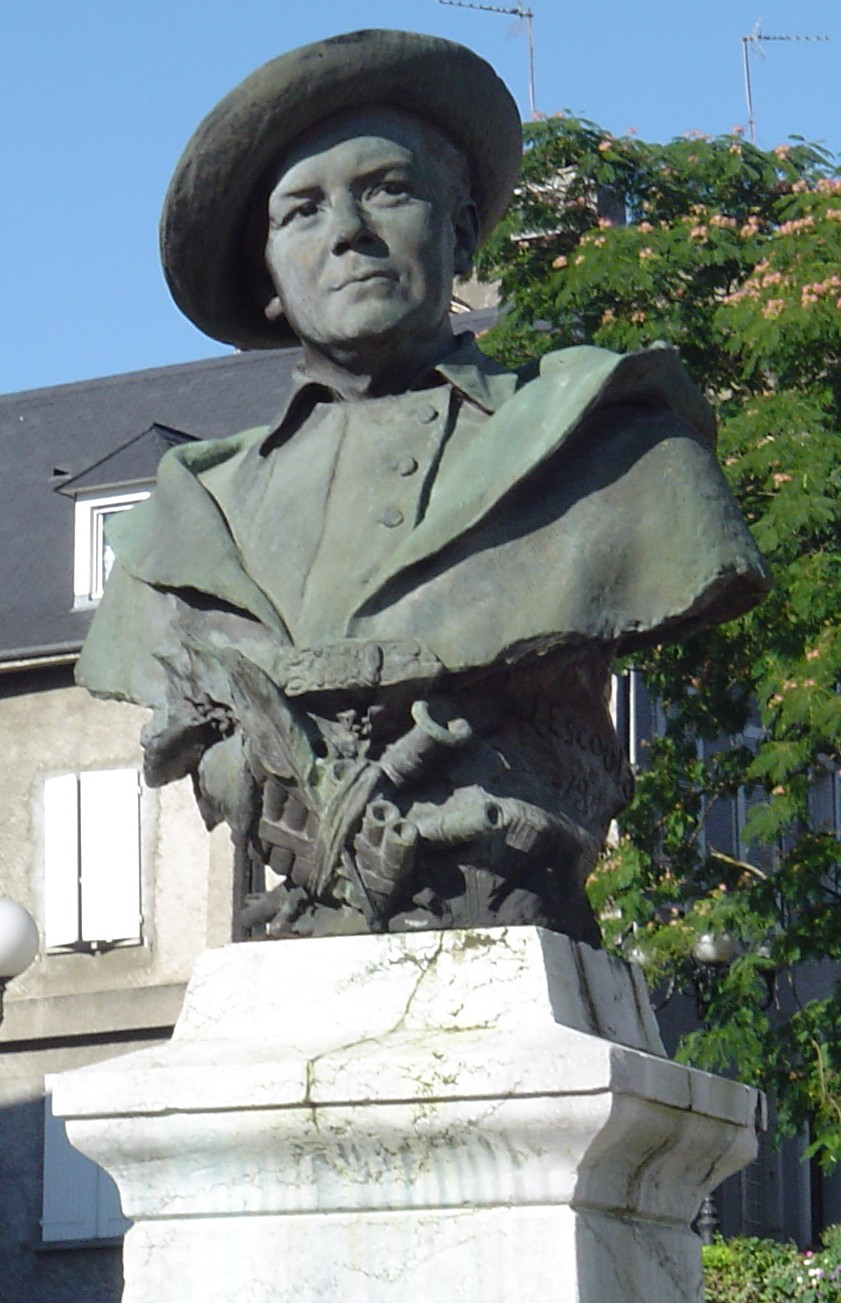
Xavier Navarrot

Le béarnais Xavier Navarrot compte parmi les premiers grands auteurs béarnais du siècle. Bourgeois, diplômé en droit à Paris, à la fois bohème et rentier, il composa des poèmes lyriques, humoristiques et politiques. Son poème Auloron ("Oloron", hommage à sa ville natale, a été également mis en musique par Marcel Amont.
Le poète, imprimeur et éditeur palois Émile Vignancour publia au long du XIXe siècle plusieurs anthologies dans lesquelles il réunit les principaux textes et auteurs du XVIIIe siècle ainsi que ses contemporains et lui-même : Eusèbe Picot, Jean-Auguste Hatoulet, Vincent de Bataille-Furé, Alexis Peyret, Sylvain Lamolère...
Jean-Antoine Verdié dit Meste Verdié (1779-1820), dans le Bordeaux des années 1815-1820, développe en faisant imprimer ses textes une tradition langagière occitane basée sur la farce et la littérature populaire carnavalesque en langue d'oc. Autour de lui et après lui, tout au long du XIXe siècle, foisonneront de petits textes mi-farce, mi-chanson, souvent entremêlés de français burlesque à la gasconne, qui assureront à Verdié une solide longévité dans sa ville.

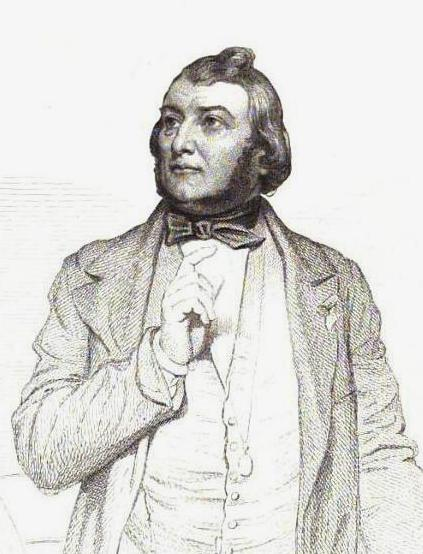
Jasmin

Aux limites de la Gascogne, le poète barbier Jasmin est un des écrivains, parmi ceux ayant précédé le Félibrige, qui a connu une des plus grandes notoriétés. Découvert et protégé par Charles Nodier, encensé par Charles-Augustin Sainte-Beuve, sujet des salons parisiens, inspirateur de George Sand, poète aimé dans toute l'Occitanie qu'il parcourut en tournée, admiré par l'écrivain anglo-américain Henry Longfellow, une station du métro parisien porte encore son nom. Ses compositions poétiques disparates furent rassemblées dans Las papilhòtas (en référence à son métier de coiffeur faisant des "paillotes" et une de ses principales compositions est le poème dramatique l’Avugle de Castèlculher.
Pour cette période, il faut citer également Jean-François Bladé (collecteur de contes en gascon de la région de Lectoure publiés sous le titre de Contes de Gascogne).

## L'Escole Gastoû Febus et le Félibrige

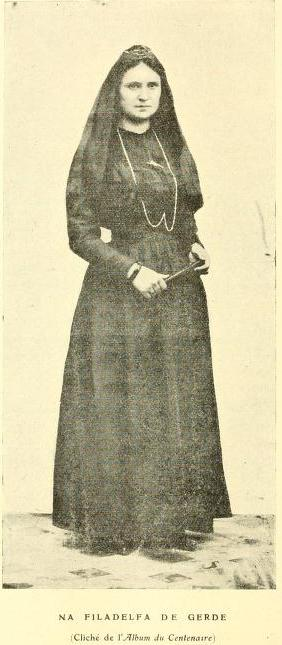
Filadelfa de Gerde

Dans l'histoire de la littérature occitane, l'écho des œuvres de Jasmin en Occitanie occidentale et celui de Victor Gélu du côté oriental, préparèrent la création du Félibrige en Provence (fondée à Font-Ségugne  en 1854 entre autres par le futur prix Nobel de littérature Frédéric Mistral) et la renaissance des lettres d'oc.
Il fallut attendre quatre décennies pour que le Félibrige s'implantât en Béarn et Gascogne : ce fut en 1896 la fondation de l'Escole Gastoû Febus ; cette "école" du Félibrige fut fondée par des écrivains déjà connus (Jean-Victor Lalanne, l'abbé Labaig-Langlade), et d'autres qui allaient rapidement se faire connaître ( Simin Palay, Michel Camélat). À l'exception de Camélat, tous sont béarnais, mais ils furent rapidement rejoints par des Landais (Albert Darclanne, dit L'artè dou pourtau et Césaire Daugé) et par des Armagnacais au nombre desquels il faut signaler Paul Tallez, auteur de chansons dans la veine populaire.
En 1897 commençait à paraître la revue de l'association, Reclams de Biarn e Gascounhe.
L'Escole Gastoû Febus fut, de sa fondation jusqu'à la fin des années 1950, une pépinière d'auteurs, et abrita en son sein à peu près tout ce que la Gascogne comptait d'écrivains en langue d'oc. Seuls la Bigourdane Filadelfa de Gerde et le Commingeois Bernard Sarrieu restèrent en marge.
Le béarnais n'est pas resté en marge des joutes politiques par presse interposée, notamment avec la plume aiguisée de Pierre-Eugène Larroque dit Hourcadut.

### Les auteurs de l'Escole Gastoû Febus
Simin Palay, déjà cité, est l'auteur entre autres du roman Los tres gojats de Bòrdavielha - Les trois garçons de Bordevielle, poète et dramaturge prolifique (il a publié une trentaine de pièces de théâtre), et également lexicographe qui composa un Dictionnaire du béarnais et du gascon moderne publié par le CNRS.
Michel Camélat (Miquèu Camelat), le principal auteur du courant de l'Escole, laisse plusieurs œuvres d'importance, comme les épopées Belina, inspirée du Mirèio de Mistral, et Morta e viva, ainsi que le recueil de nouvelles Bite bitante et le drame Gaston Febus. En marge de son œuvre littéraire, il fut également un des rares, à l'époque, à se soucier de l'enseignement du gascon, et a laissé, entre autres, une Literature gascoune de las hounts prumères à oey lou die (''La littérature gasconne des origines à nos jours'').
André Pic, poète, prosateur et critique, disciple de Camélat qui voyait en lui son successeur à la tête de la revue Reclams de Biarn e Gascougne, est mort prématurément en 1958. Ses Proses e pouesies n'ont été éditées en recueil qu'en 1976.
Dans les années 1980-90, la revue de l'Escole, devenue simplement Reclams, a accueilli les premiers textes d'Albert Peyroutet, Éric Gonzalès et Sèrgi Javaloyès, et continue aujourd'hui encore à accueillir de jeunes (et moins jeunes) écrivains.

### Le béarnais et le gascon outre-mer et au-delà des Pyrénées

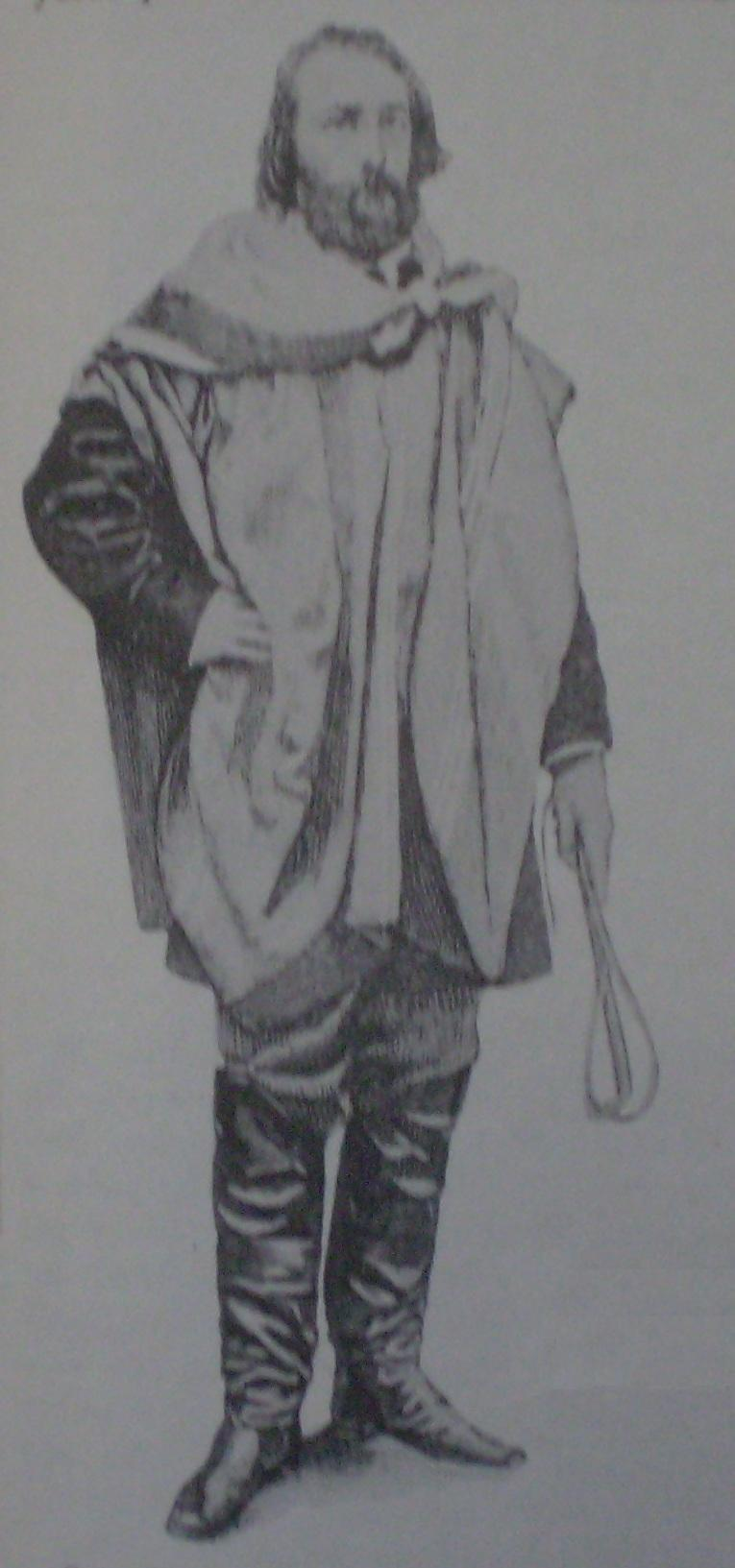
Alexis Peyret en gaucho

Étant donné que, au-delà des terres de langue d'oc administrées par la République française, le gascon est parlé en Catalogne, dans le Val d'Aran et que l'Argentine a accueilli depuis le XVIIIe siècle une arrivée constante d'immigrés béarnais, il faut mentionner pour cette période les écrits de l'Aranais Josèp Condò Sambeat et du Béarnais Alexis Peyret ; ce dernier (dont un des poèmes a été mis en musique par Marcel Amont) édita son recueil de poésies béarnaises (Los sovenirs de casa) dans la ville de Concepción del Uruguay.

## Per Noste et l'occitanisme
Per Noste est une association, et un éditeur, qui fut fondée par le poète béarnais Roger Lapassade et également avec les spécialistes du Béarn et de sa langue Robert Darrigrand et Pierre Tucoo-Chala[réf. nécessaire] en 1960. Son nom originel Per Nouste rappelle qu'en tant que branche béarnaise et gasconne de l'Institut d'études occitanes, Per Noste est par la suite passée à la graphie classique.
Per Noste et sa revue País gascons furent liés à la mise en place de Ràdio País et d'établissements de type école Calandreta. Comme éditeur, il a encouragé la création d'œuvres littéraires mais également d'outils linguistiques (en particulier sous l'impulsion de Michel Grosclaude) comme grammaires, collection d'auteurs classiques et dictionnaires dont un CD-ROM interactif (intégré depuis dans l'application Dicod'oc  du Congrès permanent de la langue occitane).
Per Noste aura ainsi édité des écrivains contemporains comme Bernard Manciet, Jean-Louis Baradat et Gilbert Narioo, et aura donné une seconde vie aux œuvres d'Arnaud de Salette, Guilhem Ader, Jean-Henri Fondeville et Jean-François Bladé.

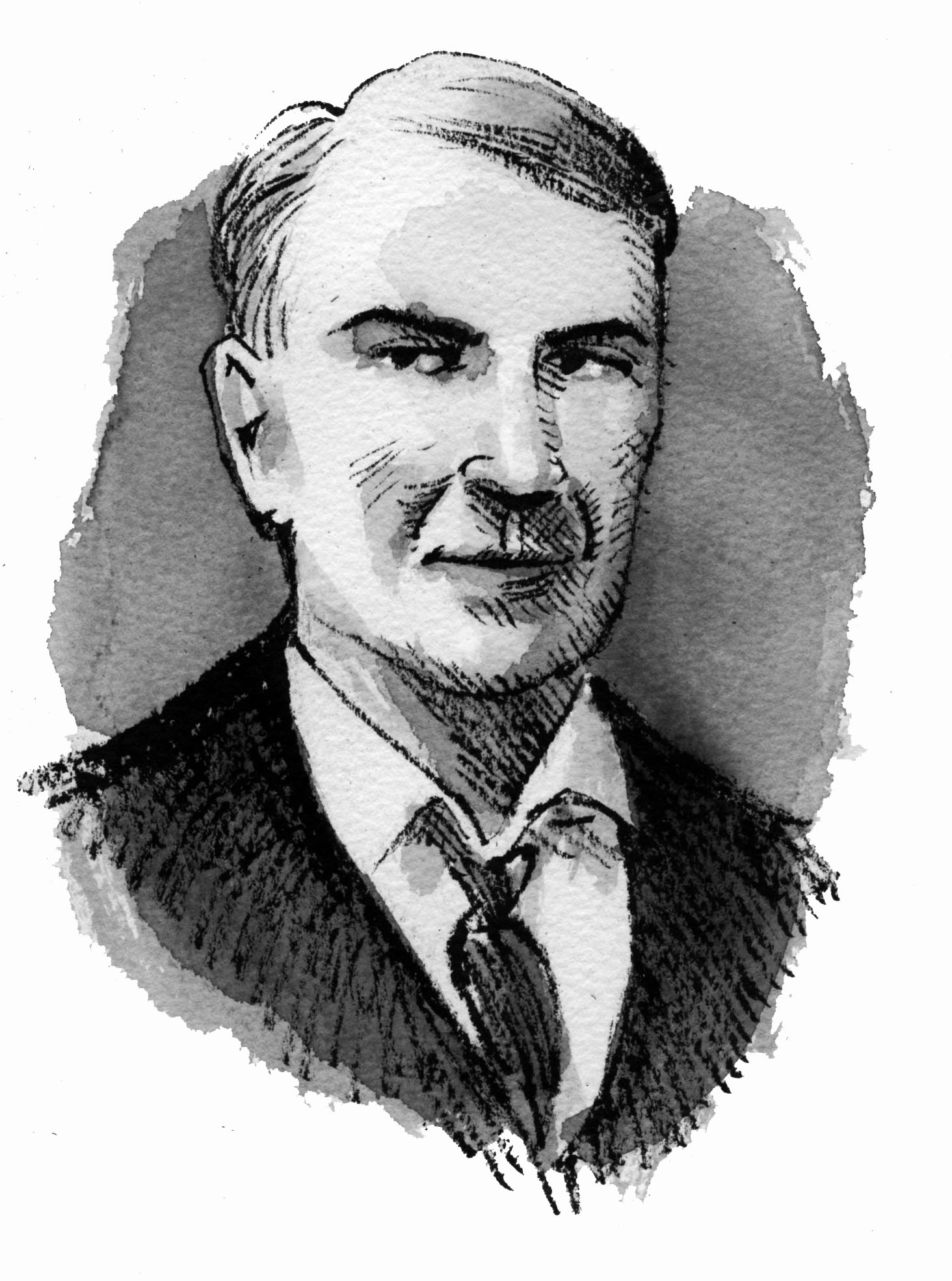
Jean-François Bladé

## De la fin duXXesiècleauIIIemillénaire
Le grand auteur gascon de la seconde moitié du XXe siècle aura sans aucun doute été Bernard Manciet auteur d'une création poétique abondante et du grand roman (inclus dans une trilogie) Lo gojat de noveme où l'on retrouve les thèmes de la fin qui s'éternise, de la décadence dans une certaine grandeur et de la marginalité. Il conte la fin d'une certaine bourgeoisie agricole de langue d'oc (le milieu d'origine de l'auteur) dans laquelle la langue était encore naturellement transmise à un niveau soutenu et avec érudition.
Parmi les auteurs actuels, on peut citer Sèrgi Javaloyès, Éric Gonzalès, les frères Éric et Nicolau Rei Bèthvéder, Joan Francés Blanc et Jan Loís Lavit (auteur, entre autres, de Pelòt, pastorale sur un bandit d'honneur bigourdan du XIXe siècle, de Zocalfar, un court roman humoristique sur la place du gascon au sein de la langue occitane, et de quelques romans) ou les Aranais Tòni Escala et Paco Boya.

## Musique et variété diverse

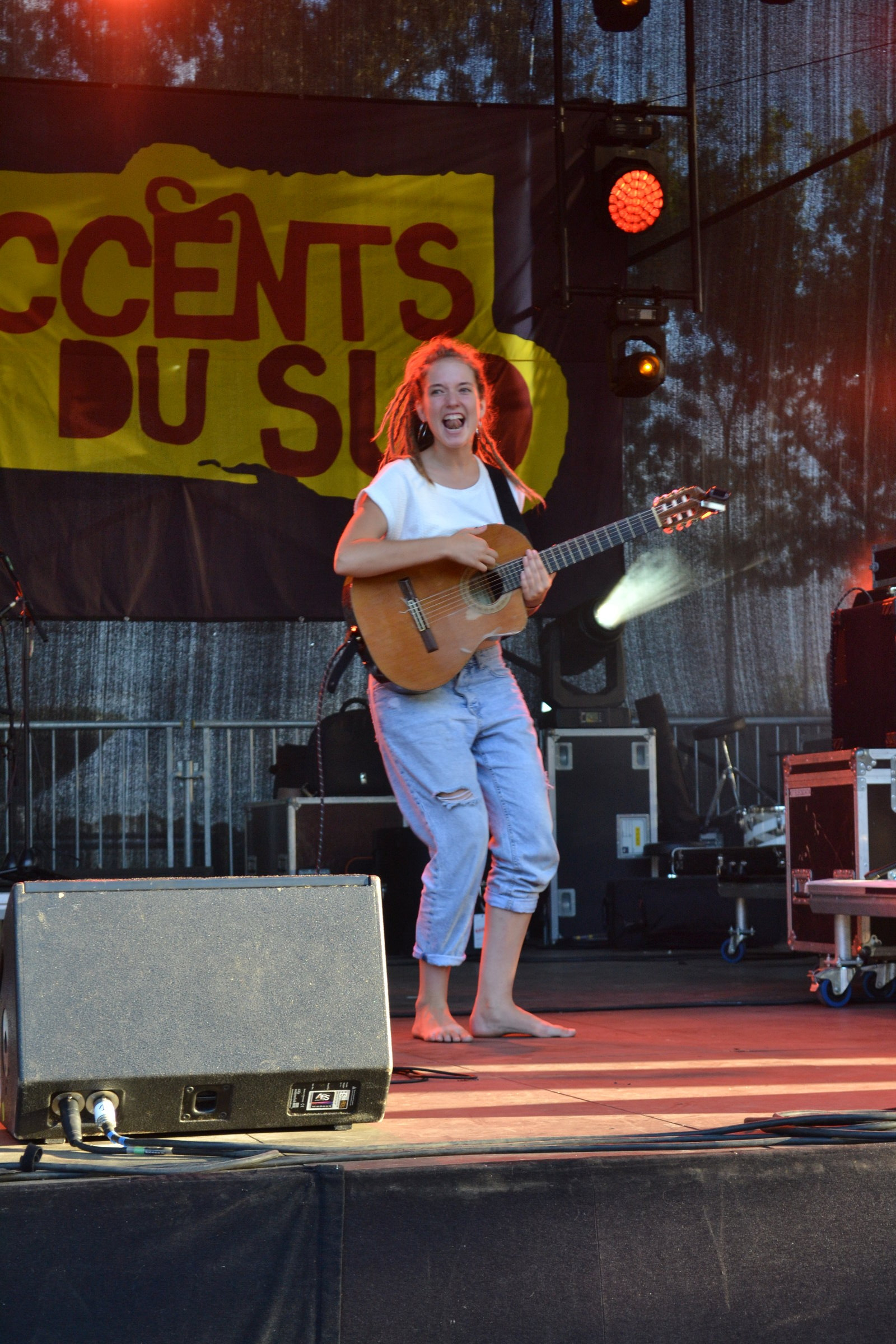
Alidé Sans

A côté de Marcel Amont (dont la voix fut engagée tôt et tout au long de sa carrière en soutien de la langue d'oc gasconne et béarnaise) et de Los de Nadau et du festival de Siros, lieu de rencontre annuel des arts performatifs en béarnais de nombreux groupes et artistes s'illustrent régulièrement an béarnais, gascon et aranais. C'est le cas de la béarnaise Marilis Orianaa, l'aranaise Alidé Sans, du groupe Verd e Blu de Joan Francés Tisnèr, des groupes polyphoniques Los Pagalhós, Los de Laruns, Vox Bigerri et autres groupes comme Estar.

### Bibliographie critique

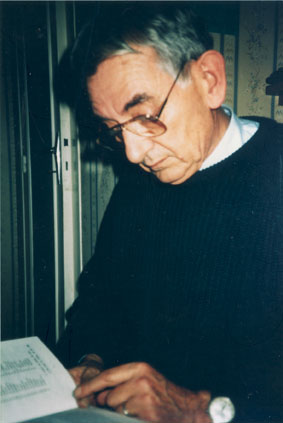
Michel -Miquèu - Grosclaude

### Discographie

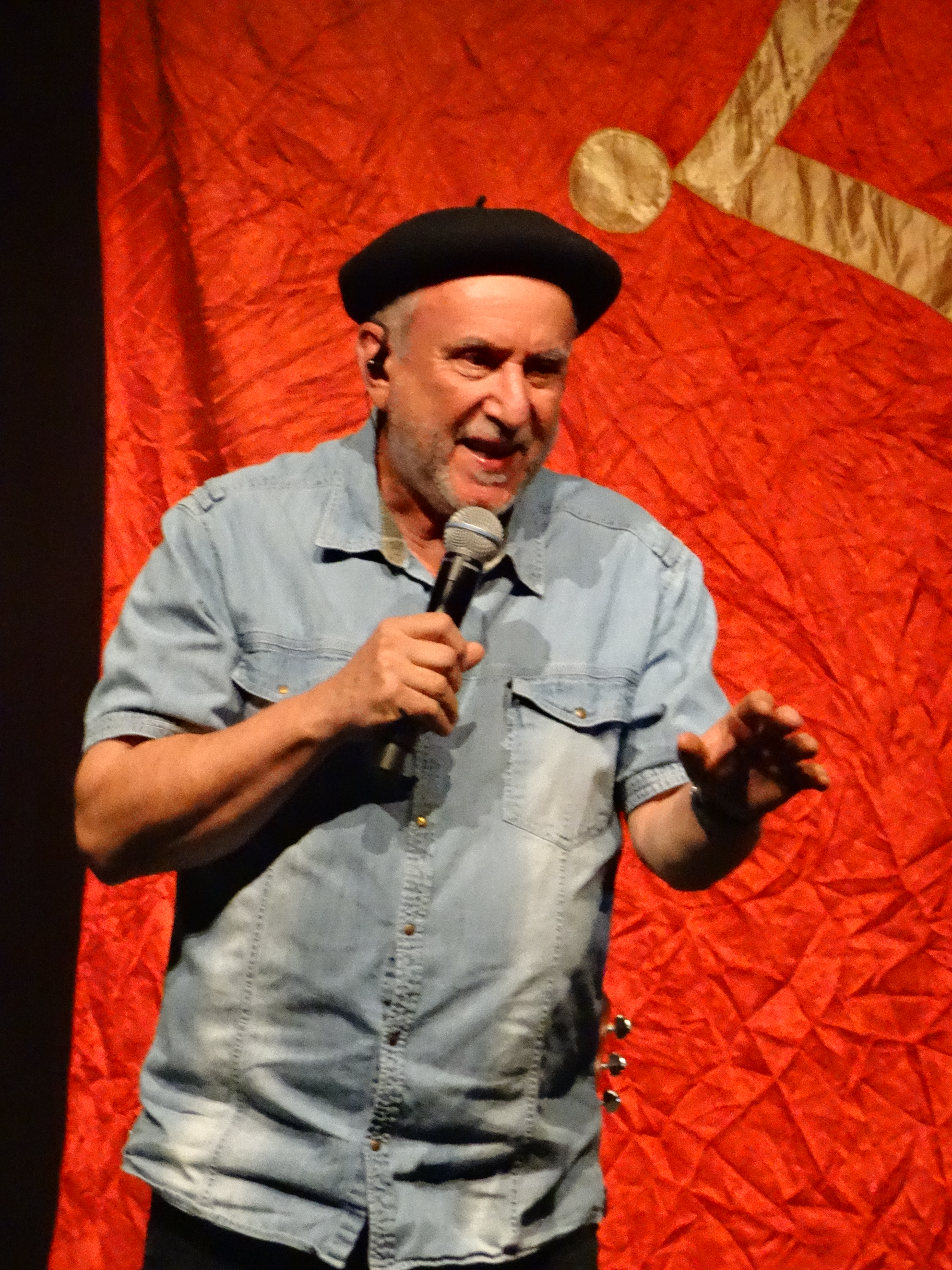
Jan de Nadau et son groupe Los de Nadau ont beaucoup contribué à diffuser la langue béarnaise

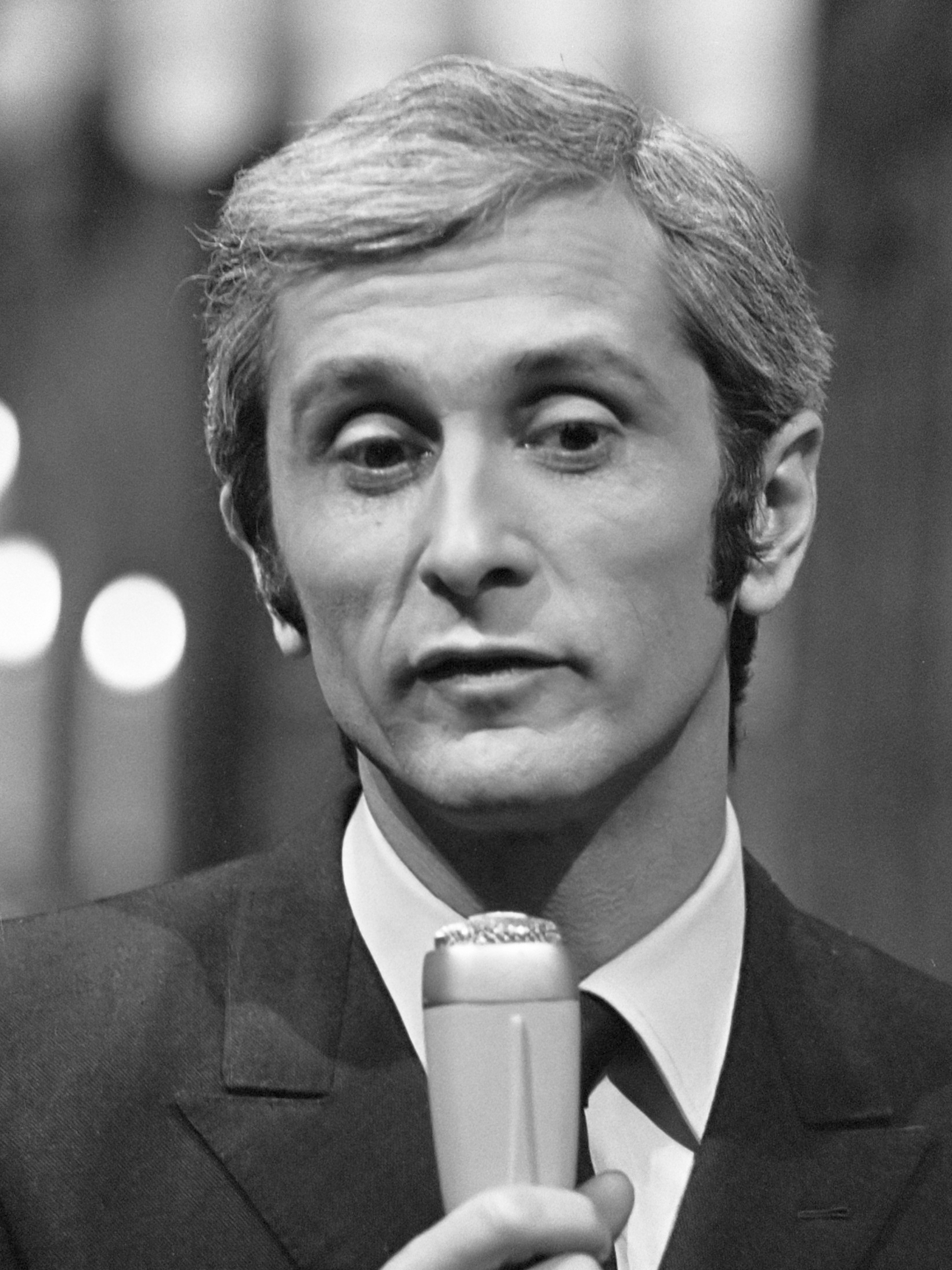
Marcel Amont - Marcèu Miramont